# VIPER
VIPER (Volatiles Investigating Polar Exploration Rover, укр. Дослідницький ровер для виявлення летких речовин на полюсі) — роботизований місяцехід НАСА.

## Історія
Місяцехід планували відправити на місячну поверхню до грудня 2022 року. Проте, надалі, початок місії було заплановано на листопад 2023 року, пізніше її було перенесено на кінець 2024 року, а потім на вересень 2025 року.

## Місія та цілі
Головне завдання місяцехода — розвідування ресурсів Місяця у постійно затінених зонах його Південного полюса та створення мапи розподілу і концентрації водяного льоду, його глибини залягання та чистоти. Це потрібно для планування майбутніх польотів на Місяць, а зокрема — для пілотованих місій програми «Артеміда».
Після посадки місяцехід проїде кілька кілометрів, збираючи дані про різноманітні типи ґрунтових середовищ, на які впливають світло та температура (повністю затінені, частково освітлені, та ті, що максимальну кількість часу перебувають під сонячними променями). Завдяки сонячним батареям апарат зможе функціонувати близько 100 земних діб.

## Наукове підґрунтя

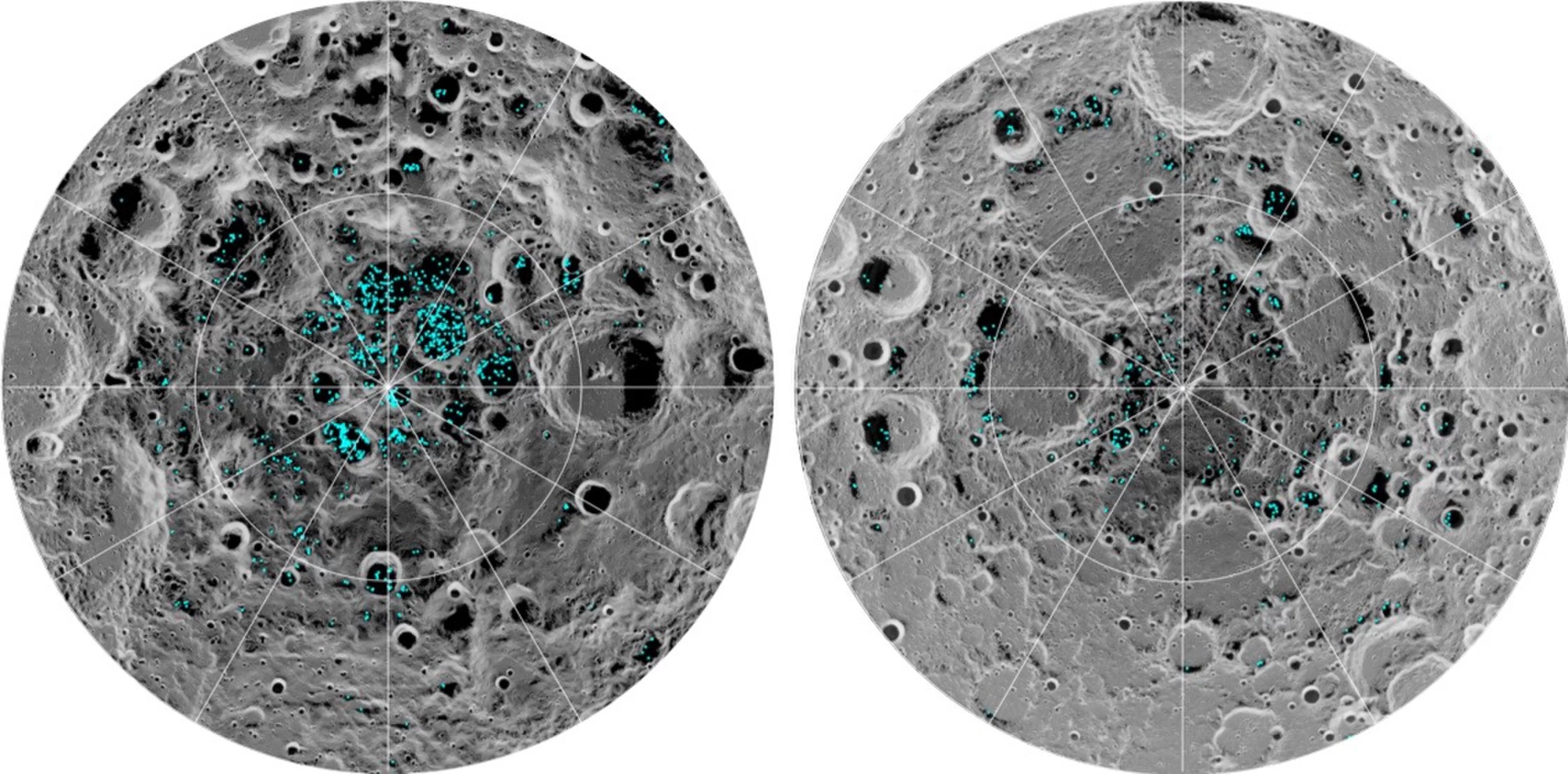
Зображення, отримане за допомогою Moon Mineralogy Mapper, показує розподіл водяного льоду на Південному (ліворуч) та Північному (праворуч) полюсі Місяця

Попередні дослідницькі місії показали, що водяний лід на поверхні Місяця особливо поширений у постійно затінених кратерах у регіоні Південного полюса. Найімовірніше — на деякій глибині, або у вигляді тонкого покриву ґрунту. Вода могла потрапити туди завдяки водоносним кометам, астероїдам чи метеороїдам, або постійно вироблятися там через взаємодію іонів водню (протони сонячного вітру) із місцевими кисневмісними мінералами. Якщо вдасться видобути значну кількість води (H2O) і розділити її на молекулярні водень (H2) та кисень (O2), то із них можна б було виготовляти ракетне паливо, або сполуки для металургійних чи хімічних виробничих процесів. Розрахунки показують, що щорічна переробка in situ 2450 т води і отримання при цьому 450 т палива дозволить зекономити $2,4 млрд.

## Будівництво
Проєкт побудови місяцеходу ґрунтується на раніше скасованій концепції Resource Prospector (rover). Розрахункова вартість місії — $250 млн.
В липні 2024 року агентство НАСА оголосило про припинення місії через зростання її вартості. Вартість проєкту зросла на більш ніж 30 %, перевищивши початкову суму $250 млн, і тепер становить $609,6 млн. Однак рішення про долю VIPER залишається за Конгресом США і НАСА сподівається, що місія продовжиться.
Створенням VIPER займаються у Космічному центрі ім. Ліндона Джонсона, а інструменти для наукових експериментів виготовляються у дослідницькому центрі Еймса та Honeybee Robotics. Посадковий модуль розробляється у рамках державно-приватного партнерства з компанією Astrobotic у рамках ініціативи Commercial Lunar Payload Services (CLPS). Заплановані розміри ровера — 1,4 м×1,4 м×2 м.

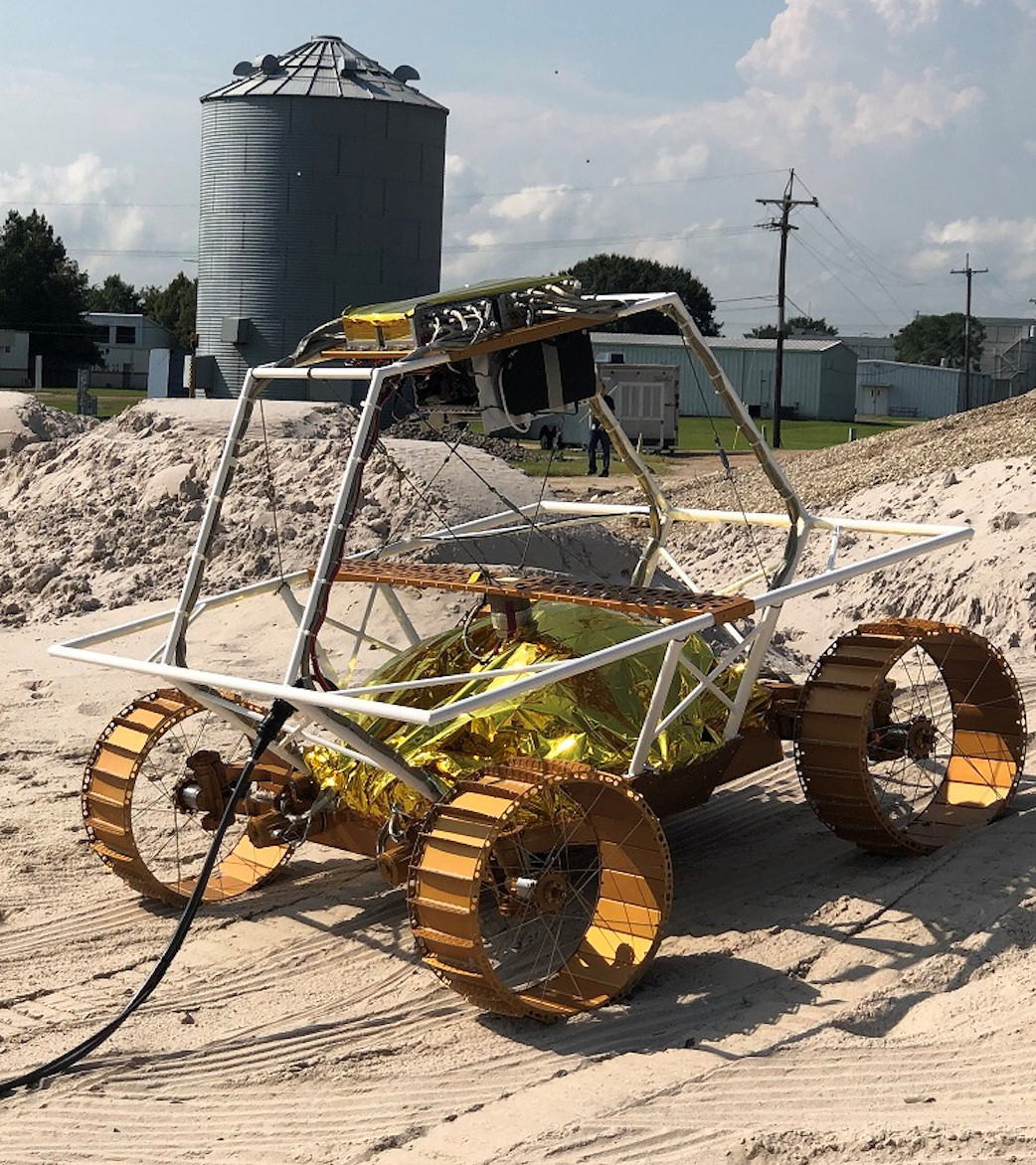
Прототип VIPER

## Оснащення для наукових експериментів
VIPER обладнають дрилем та трьома аналізаторами у складі наукового інструменту TRIDENT (The Regolith Ice Drill for Exploring New Terrain), який буде інтегрований з місяцеходом. Розрахункова вартість місії — $250 млн. Нейтронний спектрометр зможе знайти воду на відстані. Під'їхавши туди, місяцехід за допомогою дриля збере зразки і проаналізує їх двома бортовими спектрометрами.
| Назва приладу                                                                                       | Виробник                      | Призначення |
| --------------------------------------------------------------------------------------------------- | ----------------------------- | --- |
| Система нейтронних спектрометрів NSS                                                                | НАСА                          | Визначає місце для буріння, на відстані знаходячи підземний водень. Вимірює енергію, випущену атомами водню від зіткнення нейтронів.        |
| Дриль для реголіту та льоду «Тризуб»                                                                | Honeybee Robotics             | 1-метровий дриль для отримання підземних проб                                                                                               |
| Система спектрометрів NIRVSS для виявлення летких речовин у ближньому інфрачервоному випромінюванні | Дослідницький центр Еймса     | Аналіз проб на мінеріли та леткі речовини. Визначення, чи знайдений водень належить до молекул води (H2O), або до гідроксильної групи (OH-) |
| Мас-спектрометр MSOLO                                                                               | Космічний центр імені Кеннеді | Вимірювання питомого електричного заряду іонів для з'ясування хімічного складу зразків ґрунту та спостереження за місячними операціями      |

## Підготовка до запуску
Наприкінці липня 2024 року стосовно VIPER були успішно завершені акустичні випробування. За повідомленням вчених проєкту, VIPER вже пройшов два тести — вібраційний та акустичний, і незабаром, 21 серпня 2024 року команда приступить до теплових випробувань VIPER у вакуумі.